# Halloween Ends
Halloween Ends là phim điện ảnh Mỹ thuộc thể loại kinh dị đâm chém, ra mắt năm 2022. Đây là phần ba và là phần cuối của sê-ri Halloween (sau Halloween năm 2018 và Halloween Kills năm 2021). Đạo diễn phim là David Gordon Green, ông cũng đồng biên kịch với Danny McBride, Paul Brad Logan và Chris Bernier. Dàn diễn viên chính gồm có Jamie Lee Curtis, Andi Matichak, Rohan Campbell, Will Patton, Kyle Richards và James Jude Courtney.
Phim công chiếu lần đầu tại Liên hoan phim Beyond Fest, Los Angeles ngày 11/10/2022, sau đó ra rạp từ ngày 14 cùng tháng, bởi nhà phát hành Universal Pictures. Phim đồng thời cũng có mặt trên website xem phim trả phí Peacock trong vòng 60 ngày.

## Diễn viên
- Jamie Lee Curtis vai Laurie Strode, người phụ nữ may mắn sống sót của vụ giết người hàng loạt mà Michael Myers gây ra năm 1978
- Andi Matichak vai Allyson Nelson, cháu gái của Laurie
- Will Patton vai cảnh sát Frank Hawkins, từng tham gia bắt giữ Michael năm 1978
- Rohan Campbell vai Corey Cunningham
- Kyle Richards vai Lindsey Wallace
- James Jude Courtney vai Michael Myers / The Shape, sát nhân mặt nạ trắng[8][9]

## Phát hành
Halloween Ends ra mắt công chúng lần đầu tiên tại Liên hoan phim Beyond Fest ngày 11/10/2022. Sau đó, phim được hãng Universal Pictures phát hành rộng rãi vào ngày 14 cùng tháng tại rạp và trên nền tảng xem phim trực tuyến Peacock. Với xem online, phim được duy trì trên hệ thống trong vòng 60 ngày. Phim ban đầu được lên kế hoạch công chiếu ngày 15/10/2021 nhưng sau đó bị lùi lịch do ảnh hưởng của dịch Covid-19.